# Benissuera
Benissuera (em valenciano e oficialmente) ou Benisuera (em castelhano) é um município da Espanha na província de Valência, Comunidade Valenciana. Tem 2,1 km² de área e em 2021 tinha 183 habitantes (densidade: 87,1 hab./km²).

## Demografia
| Variação demográfica do município entre 1991 e 2004 | Variação demográfica do município entre 1991 e 2004 | Variação demográfica do município entre 1991 e 2004 | Variação demográfica do município entre 1991 e 2004 |
| --------------------------------------------------- | --------------------------------------------------- | --------------------------------------------------- | --------------------------------------------------- |
| 1991                                                | 1996                                                | 2001                                                | 2004                                                |
| 203                                                 | 196                                                 | 193                                                 | 194                                                 |